# Emblema nacional de Papúa Nueva Guinea
El emblema nacional de Papúa Nueva Guinea fue aprobado oficialmente en 1971.
Consiste en un raggi resguardada con las alas extendidas al natural, perchada sobre un tambor dundu de uso ceremonial puesto en faja, de sable y embellecido de plata y con la membrana también de plata a la diestra, detrás del cual hay acoplada una lanza tradicional de plata fustada de sable, también puesta en faja y con la hoja, dentada, a la siniestra. 
El ave del paraíso, la mayor parte de especies del cual son endémicas de esas islas, es considerada el pájaro nacional y es representada también en la bandera nacional. Fue introducida como símbolo neoguineano por la Compañía Alemana de Nueva Guinea a las monedas acuñadas en 1894.

## Evolución histórica del emblema

Insignia del Territorio de Nueva Guinea (1919-1949)
Insignia del Territorio de Nueva Guinea (1884-1888)
Insignia del Territorio de Papúa (1906-1942-1945-1949)
Insignia del Territorio de Papúa (1884-1949)